# Luise Leers
Luise Leers (auch: Luisita Leers, geb. Luise Krökel) (* 14. Oktober 1909 in Wiesbaden; † 1997) war eine deutsche Trapezartistin.

## Frühe Jahre
Luise Krökels Großvater war Zauberkünstler, ihre Mutter Gertrude Reichenbach war ebenfalls als Artistin auf Tournee, so wie auch ihr Stiefvater der Trapezartist Guido Krökel. Letzterer war von Beginn an eine wichtige Vertrauensperson und begleitete später Luises ganze Karriere als Manager. Luise wuchs also im Zirkusmilieu auf und startete dort bereits als Vierjährige selbst ihre Laufbahn. Als Bodenakrobatin erlebte sie mit der Truppe ihres Stiefvaters (Leers-Arvello-Truppe) erste Erfolge. Dieser Truppe entlieh die junge Artistin auch ihr Künstlername. Im Frühling 1920 trat Luise in Köln mit 11 Jahren das erste Mal vor das Publikum; hier bereits als Luftakrobatin an den römischen Ringen. Schon im Teenager-Alter konnte Luise mit ausgestrecktem Arm einen Menschen hochheben. Einem Journalisten sagte sie später: «Es war eine harte Zeit. Eine richtige Kindheit habe ich nicht gehabt.»

## Tournee und Leben

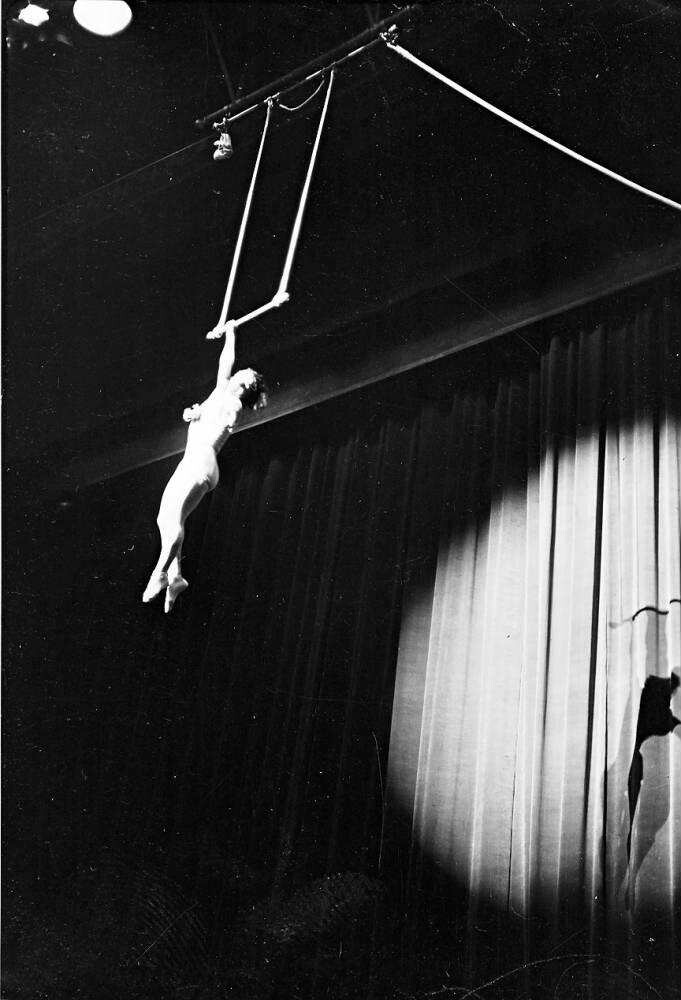
Luise Leers am Trapez im Berliner Wintergarten

Mit 17 Jahren startete Luise Leers 1926 ihre Solokarriere mit Auftritten in ganz Europa. Nur ein Jahr später wurde sie bei der «Greatest Show on Earth» vom großen amerikanischen Wanderzirkus Ringling Bros. and Barnum & Bailey Circus engagiert. Damit war sie auf einen Schlag in der obersten Liga der Disziplin angekommen und hatte Arbeitskolleginnen wie beispielsweise Lillian Leitzel, der schon etablierte Weltstar und die Hauptattraktion im Programm von Ringling Bros.
Die junge Luftakrobatin Luise Leers begeistert mit außergewöhnlichen Kraftakten am Trapez. Beispielsweise führte sie den sogenannten «Christus-Hang» (auch: Kreuzhang) in ihrem Repertoire – ein Kraftakt bei dem der ganze Körper mit waagrecht ausgestreckten Armen in einer Kreuzposition gehalten wird. Dieses Kunststück konnte das Publikum in der Regel nur bei männlichen Artisten bestaunen. Neben der Bewunderung war die Öffentlichkeit aber auch irritiert ob der schieren Kraft Luise Leers’. Der auf Werbeplakaten präsentierte große Bizeps oder die ausgeprägte, sichtbare Rückenmuskulatur der Akrobatin standen in starkem Gegensatz zu den etablierten weiblichen Attributen wie Eleganz oder Grazie. Der visuell-körperliche Ausbruch aus dem binären Geschlechterbild provozierte so stark, dass der Artistin die Weiblichkeit teils sogar gleich ganz abgesprochen wurde. In einem Bericht war zu lesen, die Arbeit am Trapez hätte ihr alle weiblichen Eigenschaften genommen, welche Männer in Damen suchten. Diese Spannungen im Bezug auf die geltenden Geschlechterkonventionen erlebten auch viel andere Artistinnen dieser Zeit, so zum Beispiel Lillian Leitzel, Athleta oder Charmion.
Bis ins Jahr 1933 blieb Leers bei Ringling Bros. engagiert, danach beendet sie den Vertrag und arbeitete mehrere Jahre in kleineren Zirkussen, sowohl in Europa als auch Amerika. Mit dem Ausbruch des Zweiten Weltkriegs wurde das Haus von Leers Familie in Braunschweig bei einem Bombardement der Alliierten zerstört. In diesen Jahren trat Leers auch nicht mehr auf und rutschte in die Armut. In Zeitungsannoncen wurde nach Essens- und anderen Spenden für die Artistin gebeten.
Nach dem Krieg beendet Luise Leers ihre Zirkuskarriere und arbeitete fortan als Übersetzerin. Mit 40 Jahren lernte Luise Leers den Dolmetscher Gerhard Klages kennen, welchen sie 1952 heiratete. Zusammen eröffneten sie später die Übersetzungsagentur Klages-Leers in Braunschweig.